# Латимерија (род)
Латимерија или целакант (лат. Latimeria) је род морске рибе са коштаним скелетом (кошљорибе) из класе шакоперки (Sarcopterygii) и реда Coelacanthiformes (Cœlacanthus од старогрч. κοῖλ-ος, шупаљ + ἄκανθ-α, кичма). Њени најближи рођаци су рибе дводихалице и тетраподи. Латимерије важе као најпознатији пример живих фосила. 
Фосили ове животиње стари су између 409 и 70 милиона година. Веровало се да су нестале у периоду креде. Примерци овог рода су уловљени 1938. близу обале Јужне Африке (врста Latimeria chalumnae) и 1999. код Целебеса (врста L. menadoensis). Јужноафричка врста је поново примећена више пута у истом региону (Јужна Африка, Коморска Острва, Танзанија, Кенија). 
Просечна маса врсте која живи уз југоисточну обалу Африке је 80 килограма, а дужина до 2 метра. Одрасле женке су нешто мање од мужјака. По костима у уху (отолитима) научници су закључили да ова врста живи између 80 и 100 година. Њихово станиште је на 90-200 m испод морске површине, али се могу наћи и на дубинама до 700 m. Боја им је тамноплава, што их штити од грабљиваца. Индонезијска врста је браон боје. Очи су им врло осетљиве и рефлектују светлост. Лове у областима дубоких корала или вулканских гребена, искључиво у врло тамним условима. 
Женке рађају живе младунце који су одмах способни за самосталан живот. Трудноћа им траје 13-15 месеци. 
Претпоставља се да око 500 преосталих јединки ове врсте живи у западном Индијском океану. 
На Коморима су крљушти ове рибе кориштене као шмиргло.